# Kádár Szabolcs János
Kádár Szabolcs János (Nyíregyháza, 1987. szeptember 5. –) magyar színész, énekes.

## Életpályája
Gyermekkorát Biriben töltötte. A nyíregyházi Zrínyi Ilona Gimnáziumban érettségizett, a gimnázium alatt a Hang-Szín Musical és Színitanoda növendéke volt. Érettségi után a Pesti Broadway Stúdióban tanult tovább. 2010–2014 között a Budapesti Operettszínház tagja volt, majd 2014-től szabadúszó. Szerepel a Madách Színház, a Csokonai Nemzeti Színház, Veszprémi Petőfi Színház, az újjá alakult Király Színház előadásaiban. 2010-ben indult az X-Faktor című tehetségkutató műsorban, ahol a legjobb 24 énekes közé jutott. 2023-2024 között a Veszprémi Petőfi Színház tagja.

### Magánélete
Gyermeke: Kádár Vince János.

## Filmes és televíziós megjelenései
- Barátok közt (2018) ...Kecskés Donát
- Holnap Tali! (2017) ...Operatőr
- Jóban rosszban
- Ütős Ötös (2023): játékos
- Stiló (2023)
- Művészbejáró (2023)

## Szerepei
|  | színház/koncert                     | produkció címe, szerzők                                               | szerep                           |
|  | Veszprémi Petőfi Színház            | Csárdáskirálynő (Kálmán Imre)                                         | Edvin Lippert Weilersheim herceg |
|  | Veszprémi Petőfi Színház            | VUK                                                                   | Vuk                              |
|  | Veszprémi Petőfi Színház            | Anconai szerelmesek (Vajda Katalin, Fábri Péter)                      | Lucretio                         |
|  | Veszprémi Petőfi Színház            | Mozart! Lévay Szilveszter– Michael Kunze                              | Wolfgang Mozart                  |
|  | Monarchia Operett                   | A Nagy Szenes Gála Szenes Iván emlékest                               | szólista                         |
|  | Monarchia Operett                   | Sissi- A magyar királyné Huszka Jenő- Szilágyi László                 | Neszmélyi Kálmán                 |
|  | Veszprémi Petőfi Színház            | Viktóra (Ábrahám Pál)                                                 | Koltay László Huszárkapitány     |
|  | Veszprémi Petőfi Színház            | A Holdbeli csónakos Weöres Sándor                                     | Medvefia, lapp trónörökös        |
|  | Veszprémi Petőfi Színház            | Lili bárónő Huszka Jenő                                               | Gróf Illésházy László            |
|  | Székesfehérvári Vörösmarty Színház  | Fame – A hírnév ára Jose Fernandez-Steve Margoshes- Jacques Levy      | Nick                             |
|  | Veszprémi Petőfi Színház            | Titanic Maury Yeston                                                  | Barett és Farell                 |
|  | Debreceni Csokonai Színház          | Csárdáskirálynő Kálmán Imre                                           | Bóni                             |
|  | Debreceni Csokonai Színház          | A Pál utcai fiúk Dés László – Geszti Péter – Grecsó Krisztián         | Boka                             |
|  | Szegedi Szabadtéri Játékok          | Titanic Maury Yeston                                                  | William Murdoch elsőtiszt        |
|  | Magyarock dalszínház                | Mágnás Miska Szirmai Albert, Bakonyi Károly és Gábor Andor            | Miska lovász                     |
|  | Pannon Várszínház                   | Hair Galt MacDermot, James Rado ,Gerome Ragni                         | Ronny                            |
|  | Magyarock dalszínház                | Klapka Másik Lehel- Vizeli Csaba                                      | Temesvári András százados        |
|  | Madách Színház                      | RockSuli Andrew Lloyd Webber                                          | Doug, Mr Green                   |
|  | Pannon Várszínház                   | A Pál utcai fiúk Dés László – Geszti Péter – Grécsó Krisztián         | Barabás                          |
|  | Veszprémi Petőfi Színház            | Isten pénze Tolcsvay László – Müller Péter – Müller Péter Sziámi      | Fred                             |
|  | Gödöllői Fiatal Művészek Egyesülete | Hamlet Dr Horváth Zoltán – Lencsés Balázs                             | Hamlet                           |
|  | Debreceni Csokonai Színház          | Légy jó mindhalálig Móricz Zsigmond – Kocsák Tibor – Miklós Tibor     | Török János                      |
|  | Szegedi Nemzeti Színház             | West Side Story Leonard Bernstein                                     | Tony                             |
|  | Budapesti Operettszínház            | Viktória Ábrahám Pál                                                  | Feri                             |
|  | Budapesti Operettszínház            | Ördögölő Józsiás Tamási Áron – Tolcsvay László                        | Bakszén                          |
|  | Budapesti Operettszínház            | Veled, Uram! Szörényi Levente – Bródy János                           | Imre Herceg                      |
|  | Budapesti Operettszínház            | Lili bárónő Huszka Jenő                                               | Frédi                            |
|  | Budapesti Operettszínház            | Rómeó és Júlia William Shakespeare – Gérard Presgurvic                | Paris                            |
|  | Budapesti Operettszínház            | Mágnás Miska Szirmai Albert – Gábor Andor                             | Pixi Gróf                        |
|  | Budapesti Operettszínház            | Tavaszébredés Duncan Sheik                                            | Otto                             |
|  | Budapesti Operettszínház            | Eredei kalamajka Kállai István – Kerényi Miklós Gábor – Németh Attila | Huszár                           |
|  | Budapesti Operettszínház            | Szép nyári nap Böhm György – Korcsmáros György – Neoton Familia       | Öcsi                             |
|  | Budapesti Operettszínház            | Menyasszonytánc Kállai István – Böhm György – Jávori Ferenc           | Dávid                            |
|  | Doktorock Színtársulat              | Fame Steve Margoshes – Jose Fernandez – Jacques Levy                  | Schlomo                          |

## Cikkek, interjúk
- A zenés színház ösvényét tapossa
- Biriben készült a friss Kádár- videó Archiválva 2020. április 18-i dátummal a Wayback Machine-ben
- Magányos szakma a színház, ahol csak a saját szerencsékben bízhatunk! Archiválva 2019. október 1-i dátummal a Wayback Machine-ben
- Színfalak mögött
- Győzött a színház szeretete
- SAJTÓ

## Hang és Videó
- Kádár Szabolcs János YouTube csatornája